# Sorin Cîmpeanu
Sorin-Mihai Cîmpeanu, född 18 april 1968 i Bukarest, är en rumänsk politiker tillhörande Nationalliberala partiet. Han har bland annat varit Rumäniens utbildningsminister i regeringarna Ponta IV, Cîțu och Ciucă.. Mellan 5 och 17 november 2015 var han tillförordnad premiärminister. Han var ledamot i deputeradekammaren mellan 2016 och 2020. 